# Niederterrassenwälder zwischen Fristingen und Lauterbach
Niederterrassenwälder zwischen Fristingen und Lauterbach este o arie protejată (arie specială de conservare — SAC, sit de importanță comunitară — SCI) din Germania întinsă pe o suprafață de 216,24 ha, integral pe uscat.

## Localizare
Centrul sitului Niederterrassenwälder zwischen Fristingen und Lauterbach este situat la coordonatele 48°38′43″N 10°43′08″E / 48.6453°N 10.7189°E.

## Înființare
Situl Niederterrassenwälder zwischen Fristingen und Lauterbach a fost declarat sit de importanță comunitară în noiembrie 2004 pentru a proteja un număr necunoscut de specii din flora spontană și fauna sălbatică aflate în arealul zonei. Situl a fost protejat și ca arie specială de conservare în aprilie 2016.

## Biodiversitate
Situată în ecoregiunea continentală, aria protejată conține 1 habitat natural: Păduri de stejar sau de stejar și carpen sub-atlantice și medio-europene de Carpinion betuli.
La baza desemnării sitului se află un număr nedeclarat de specii protejate.